# Giro Rosa 2018
Il Giro Rosa 2018, ventinovesima edizione del Giro d'Italia femminile e valido come undicesima prova del Women's World Tour 2018, si è svolto tra il 6 luglio e il 15 luglio 2018 su un percorso di 975,19 km suddivisi in dieci tappe. È stato vinto dall'olandese Annemiek van Vleuten, capace di aggiudicarsi anche tre tappe e la classifica a punti, davanti alla sudafricana Ashleigh Moolman-Pasio e all'australiana Amanda Spratt.

## Percorso
Il percorso misura 970,29 chilometri, ed è suddiviso in dieci tappe. La corsa parte da Verbania, per concludersi a Cividale del Friuli, in Provincia di Udine. Due sono le prove a cronometro, la prima tappa a squadre, a Verbania, e la settima tappa, da Lanzada a Diga di Campo Moro.

## Tappe
Il 16 dicembre 2017, l'organizzazione ha annunciato che, come la scorsa edizione, il giro inizierà con una cronometro a squadre, questa volta da Verbania, sul Lago Maggiore venerdì 6 luglio. È stato anche annunciato che la penultima tappa partirà da Tricesimo e arriverà sul Monte Zoncolan. Il 26 marzo l'organizzazione ha presentato le restanti sette tappe e le nuove maglie; la maglia rosa è stata indossata per l'occasione da Claudia Cretti, che durante il Giro Rosa del 2017 cadde pesantemente e rimase in coma per molto tempo, è stata proclamata vincitrice morale del Giro durante la presentazione. Tutte e dieci le tappe si svolgono nel nord Italia. 
| Tappa  | Data      | Percorso                                         | km     | Vincitore di tappa   | Leader cl. generale  |
| ------ | --------- | ------------------------------------------------ | ------ | -------------------- | -------------------- |
| 1ª     | 6 luglio  | Verbania > Verbania (cron. a squadre)            | 15,5   | Team Sunweb          | Ellen van Dijk       |
| 2ª     | 7 luglio  | Ovada > Ovada                                    | 120,39 | Kirsten Wild         | Lucinda Brand        |
| 3ª     | 8 luglio  | Corbetta > Corbetta                              | 132    | Jolien D'Hoore       | Leah Kirchmann       |
| 4ª     | 9 luglio  | Piacenza > Piacenza                              | 109    | Jolien D'Hoore       | Leah Kirchmann       |
| 5ª     | 10 luglio | Omegna > Omegna                                  | 122,6  | Ruth Winder          | Ruth Winder          |
| 6ª     | 11 luglio | Sovico > Gerola Alta                             | 114,1  | Amanda Spratt        | Amanda Spratt        |
| 7ª     | 12 luglio | Lanzada > Diga di Campo Moro (cron. individuale) | 15     | Annemiek van Vleuten | Annemiek van Vleuten |
| 8ª     | 13 luglio | San Giorgio di Perlena > Breganze                | 121,6  | Marianne Vos         | Annemiek van Vleuten |
| 9ª     | 14 luglio | Tricesimo > Monte Zoncolan                       | 104,7  | Annemiek van Vleuten | Annemiek van Vleuten |
| 10ª    | 15 luglio | Cividale del Friuli > Cividale del Friuli        | 120,3  | Annemiek van Vleuten | Annemiek van Vleuten |
| Totale | Totale    | Totale                                           | 975,19 |                      |                      |

## Squadre e corridori partecipanti
Partecipano alla competizione 24 formazioni di categoria UCI, ciascuna composta al più da sette cicliste. Sono 165 le cicliste al via.
| N.      | Cod. | Squadra                        |
| ------- | ---- | ------------------------------ |
| 1-7     | DLT  | Boels-Dolmans Cycling Team     |
| 11-17   | ALE  | ALÉ-Cipollini                  |
| 21-27   | VAI  | Aromitalia-Vaiano              |
| 31-37   | ASA  | Astana Women's Team            |
| 41-47   | BPK  | BePink                         |
| 51-57   | BDM  | Bizkaia Durango-Euskadi Murias |
| 61-67   | BTC  | BTC City Ljubljana             |
| 71-77   | CSR  | Canyon-SRAM Racing             |
| 81-87   | CBT  | Cervélo-Bigla Pro Cycling Team |
| 91-97   | CZF  | Conceria Zabri-Fanini          |
| 101-106 | CPC  | Cylance Pro Cycling            |
| 111-117 | SBT  | Eurotarget-Bianchi-Vitasana    |

| N.      | Cod. | Squadra                             |
| ------- | ---- | ----------------------------------- |
| 121-127 | FDJ  | FDJ-Nouv. Aquitaine-Futuroscope     |
| 131-137 | MOV  | Movistar Team Women                 |
| 141-147 | MTS  | Mitchelton-Scott                    |
| 151-157 | MIC  | SC Michela Fanini                   |
| 161-167 | SER  | Servetto-Stradalli Cycle-Alurecycl. |
| 171-177 | SUN  | Team Sunweb                         |
| 181-186 | TVC  | Team Virtu Cycling                  |
| 191-197 | TOP  | Top Girls Fassa Bortolo             |
| 201-207 | DRP  | Trek-Drops                          |
| 211-217 | VAL  | Valcar-PBM                          |
| 221-227 | WAD  | WaowDeals Pro Cycling Team          |
| 231-237 | WHT  | Wiggle-High5                        |

## Dettagli delle tappe

### 1ª tappa

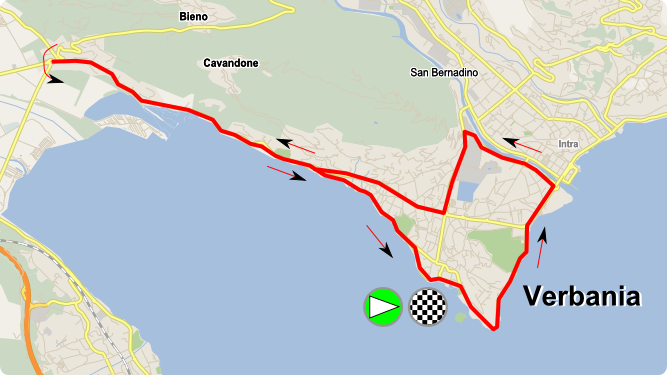
Planimetria della prima tappa

- 6 luglio: Verbania > Verbania (cronometro a squadre) – 15,5 km

Risultati
| Pos. | Squadra                    | Tempo  |
| ---- | -------------------------- | ------ |
| 1    | Team Sunweb                | 18'25" |
| 2    | Mitchelton-Scott           | a 1"   |
| 3    | Boels-Dolmans Cycling Team | a 12"  |

| Pos. | Corridore       | Squadra | Tempo  |
| ---- | --------------- | ------- | ------ |
| 1    | Ellen van Dijk  | Sunweb  | 18'25" |
| 2    | Liane Lippert   | Sunweb  | s.t.   |
| 3    | Juliette Labous | Sunweb  | s.t.   |

### 2ª tappa

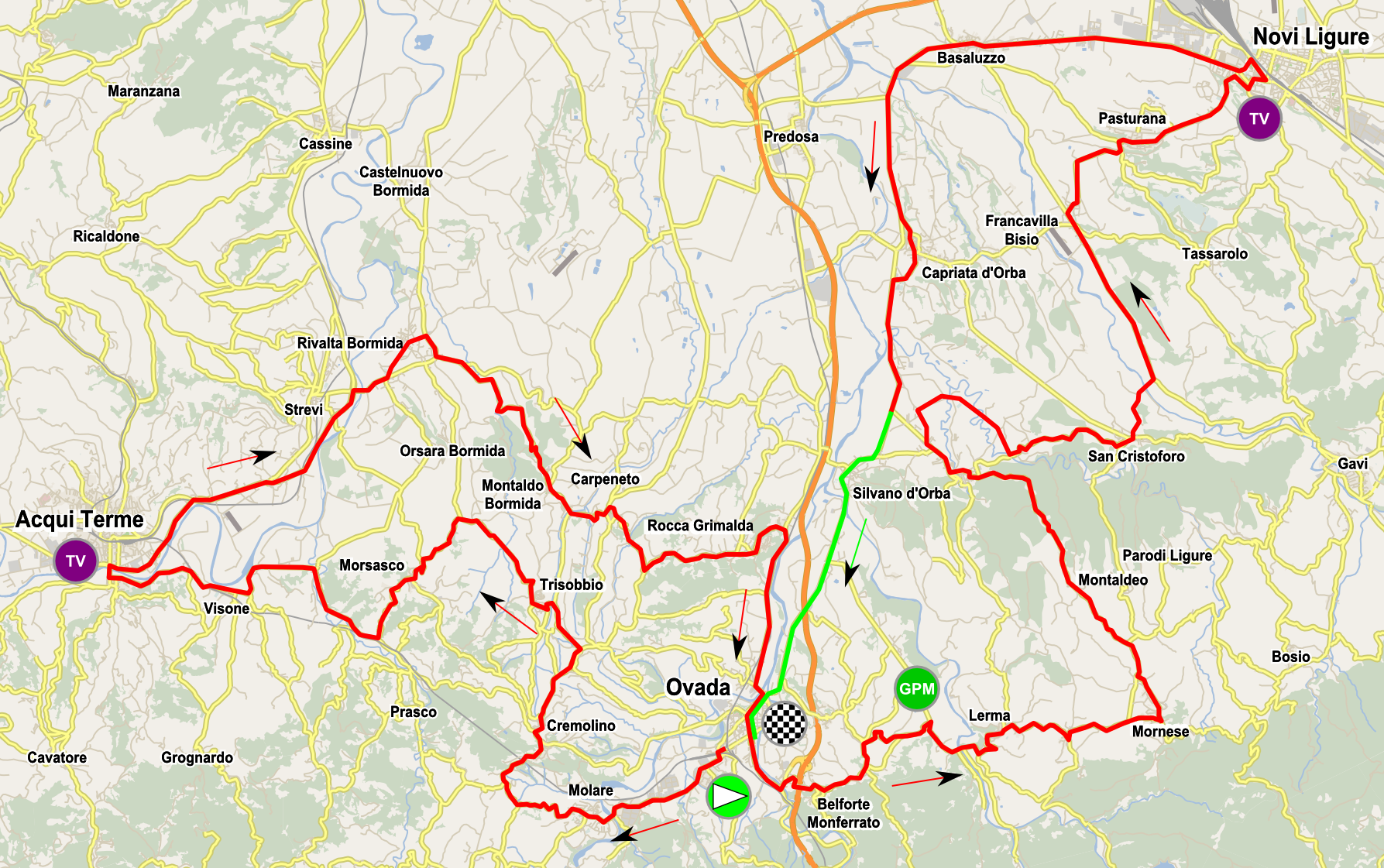
Planimetria della seconda tappa

- 7 luglio: Ovada > Ovada – 120,39 km

Risultati
| Pos. | Corridore        | Squadra   | Tempo    |
| ---- | ---------------- | --------- | -------- |
| 1    | Kirsten Wild     | Wiggle    | 3h22'00" |
| 2    | Giorgia Bronzini | Cylance   | s.t.     |
| 3    | Marianne Vos     | WaowDeals | s.t.     |

| Pos. | Corridore      | Squadra | Tempo    |
| ---- | -------------- | ------- | -------- |
| 1    | Lucinda Brand  | Sunweb  | 3h40'22" |
| 2    | Leah Kirchmann | Sunweb  | s.t.     |
| 3    | Ellen van Dijk | Sunweb  | a 3"     |

### 3ª tappa

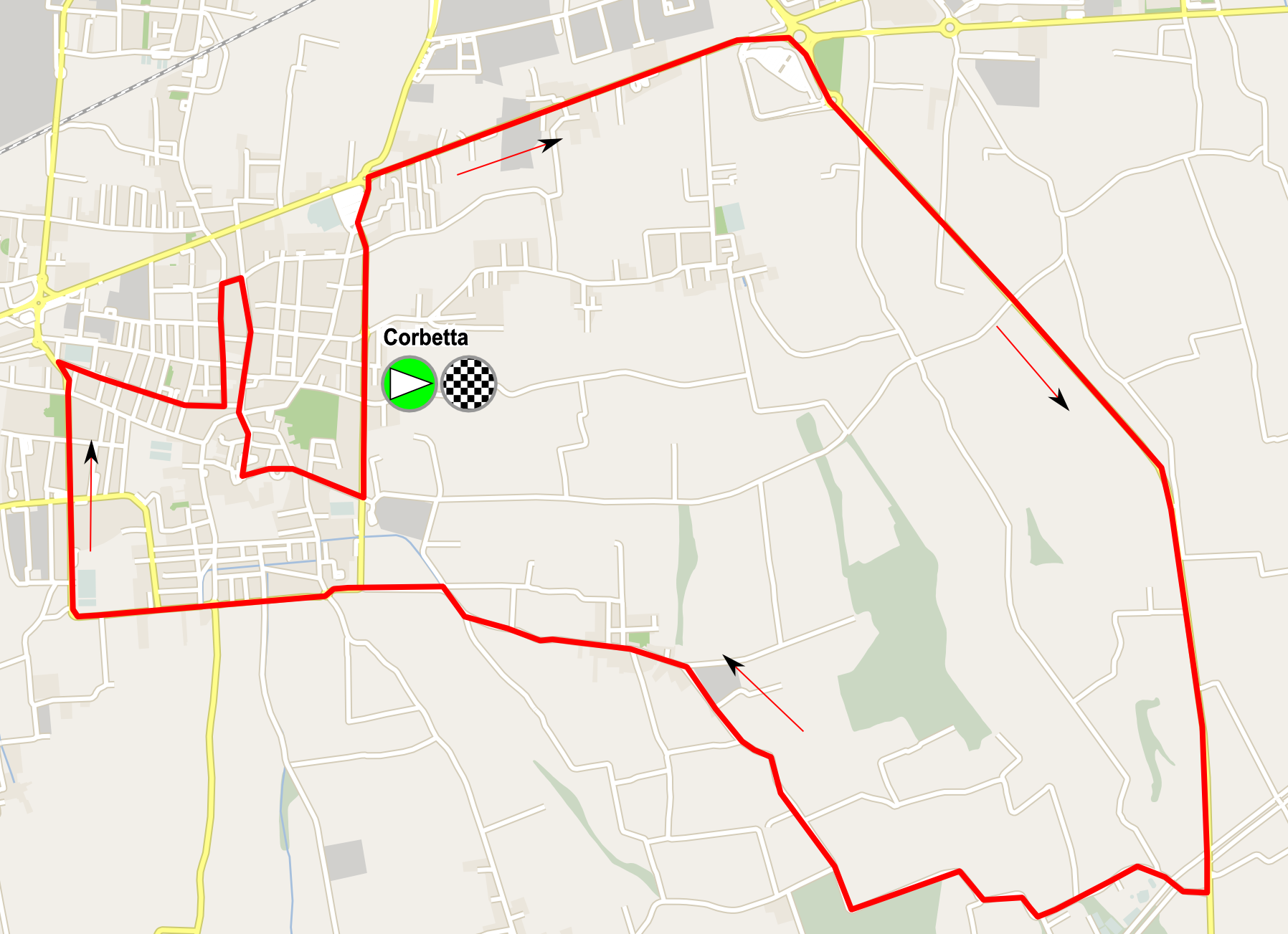
Planimetria della terza tappa

- 8 luglio: Corbetta > Corbetta – 132 km

Risultati
| Pos. | Corridore      | Squadra    | Tempo    |
| ---- | -------------- | ---------- | -------- |
| 1    | Jolien D'Hoore | Mitchelton | 3h15'47" |
| 2    | Kirsten Wild   | Wiggle     | s.t.     |
| 3    | Alexis Ryan    | Canyon     | s.t.     |

| Pos. | Corridore      | Squadra | Tempo    |
| ---- | -------------- | ------- | -------- |
| 1    | Leah Kirchmann | Sunweb  | 6h56'07" |
| 2    | Lucinda Brand  | Sunweb  | a 5"     |
| 3    | Ellen van Dijk | Sunweb  | a 9"     |

### 4ª tappa

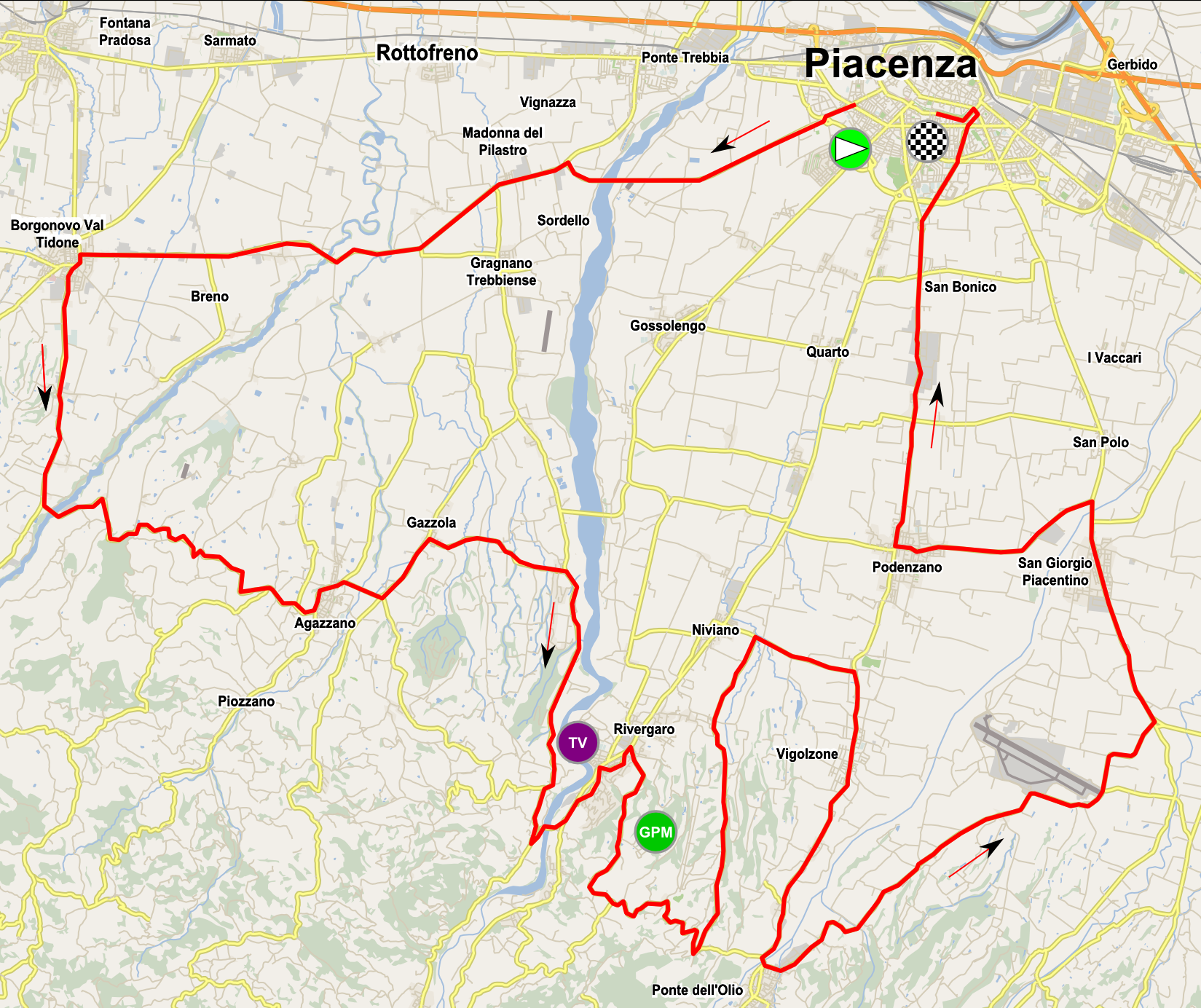
Planimetria della quarta tappa

- 9 luglio: Piacenza > Piacenza – 109 km

Risultati
| Pos. | Corridore         | Squadra       | Tempo    |
| ---- | ----------------- | ------------- | -------- |
| 1    | Jolien D'Hoore    | Mitchelton    | 2h42'25" |
| 2    | Marta Bastianelli | ALÉ-Cipollini | s.t.     |
| 3    | Lotta Lepistö     | Cervélo       | s.t.     |

| Pos. | Corridore      | Squadra | Tempo    |
| ---- | -------------- | ------- | -------- |
| 1    | Leah Kirchmann | Sunweb  | 9h38'31" |
| 2    | Lucinda Brand  | Sunweb  | a 6"     |
| 3    | Ruth Winder    | Sunweb  | a 10"    |

### 5ª tappa
- 10 luglio: Omegna > Omegna  – 122,6 km

Risultati
| Pos. | Corridore           | Squadra    | Tempo    |
| ---- | ------------------- | ---------- | -------- |
| 1    | Ruth Winder         | Sunweb     | 3h01'06" |
| 2    | Tayler Wiles        | Trek-Drops | a 1"     |
| 3    | Alice Maria Arzuffi | Bizkaia    | s.t.     |

| Pos. | Corridore      | Squadra | Tempo     |
| ---- | -------------- | ------- | --------- |
| 1    | Ruth Winder    | Sunweb  | 12h39'36" |
| 2    | Leah Kirchmann | Sunweb  | a 1'18"   |
| 3    | Lucinda Brand  | Sunweb  | a 1'24"   |

### 6ª tappa

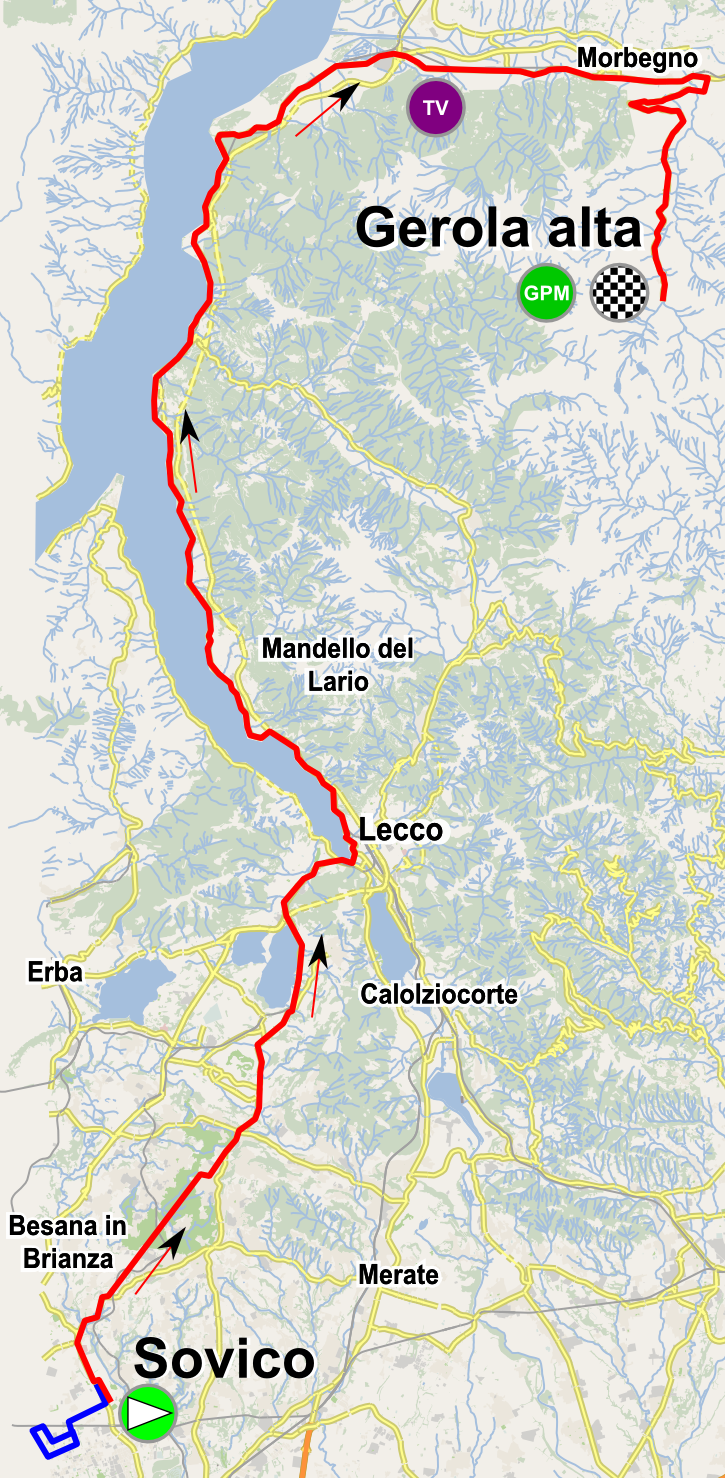
Planimetria della sesta tappa

- 11 luglio: Sovico > Gerola Alta – 114,1 km

Risultati
| Pos. | Corridore            | Squadra    | Tempo    |
| ---- | -------------------- | ---------- | -------- |
| 1    | Amanda Spratt        | Mitchelton | 2h57'49" |
| 2    | Annemiek van Vleuten | Mitchelton | a 29"    |
| 3    | Ashleigh Moolman-P.  | Cervélo    | a 31"    |

| Pos. | Corridore            | Squadra    | Tempo     |
| ---- | -------------------- | ---------- | --------- |
| 1    | Amanda Spratt        | Mitchelton | 15h38'44" |
| 2    | Ruth Winder          | Sunweb     | a 30"     |
| 3    | Annemiek van Vleuten | Mitchelton | a 33"     |

### 7ª tappa

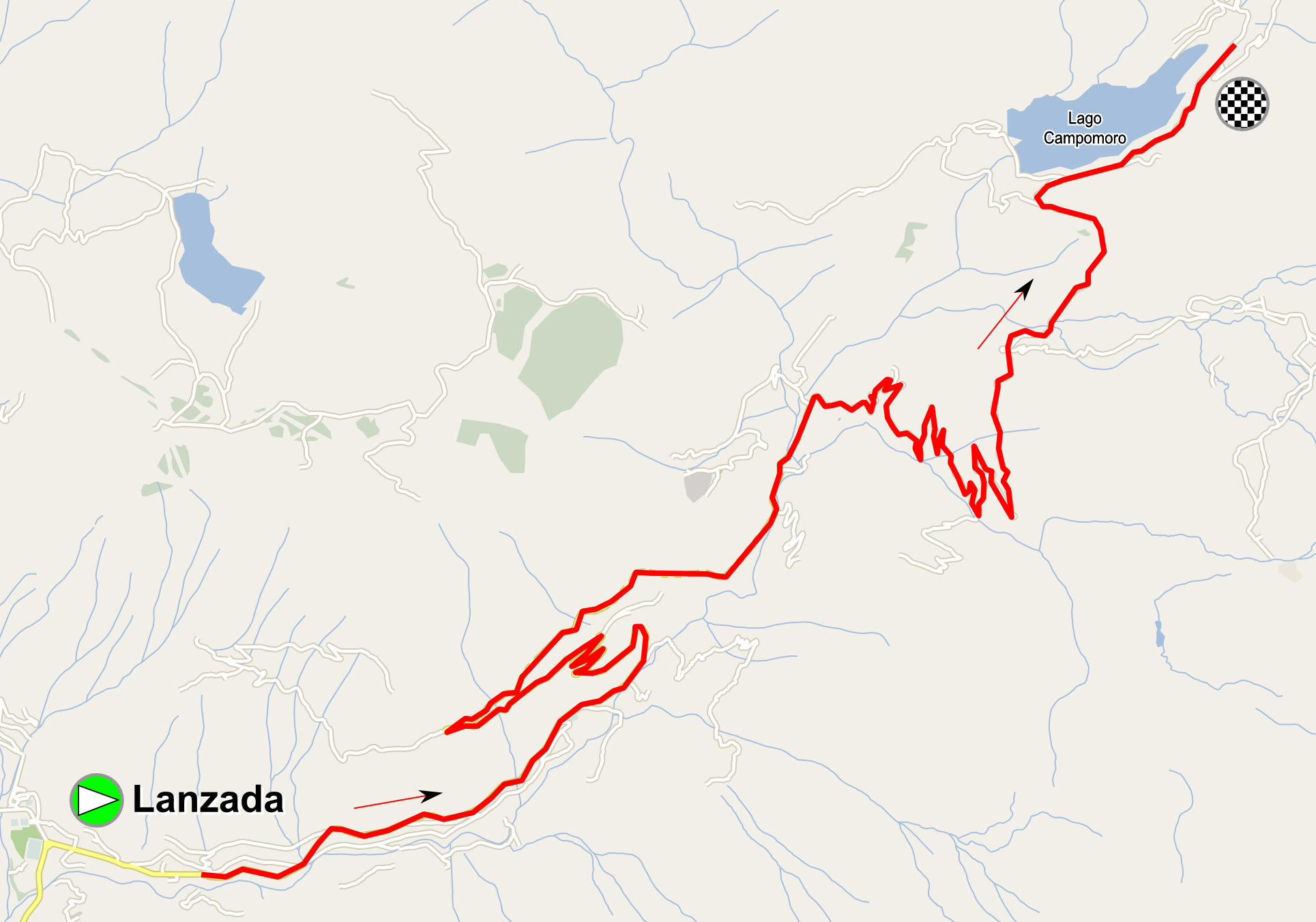
Planimetria della settima tappa

- 12 luglio: Lanzada > Diga di Campo Moro (cronometro individuale) – 15 km

Risultati
| Pos. | Corridore            | Squadra    | Tempo   |
| ---- | -------------------- | ---------- | ------- |
| 1    | Annemiek van Vleuten | Mitchelton | 46'07"  |
| 2    | Ashleigh Moolman-P.  | Cervélo    | a 2'28" |
| 3    | Lucinda Brand        | Sunweb     | a 2'54" |

| Pos. | Corridore            | Squadra    | Tempo     |
| ---- | -------------------- | ---------- | --------- |
| 1    | Annemiek van Vleuten | Mitchelton | 16h25'23" |
| 2    | Amanda Spratt        | Mitchelton | a 2'53"   |
| 3    | Ashleigh Moolman-P.  | Cervélo    | a 2'54"   |

### 8ª tappa

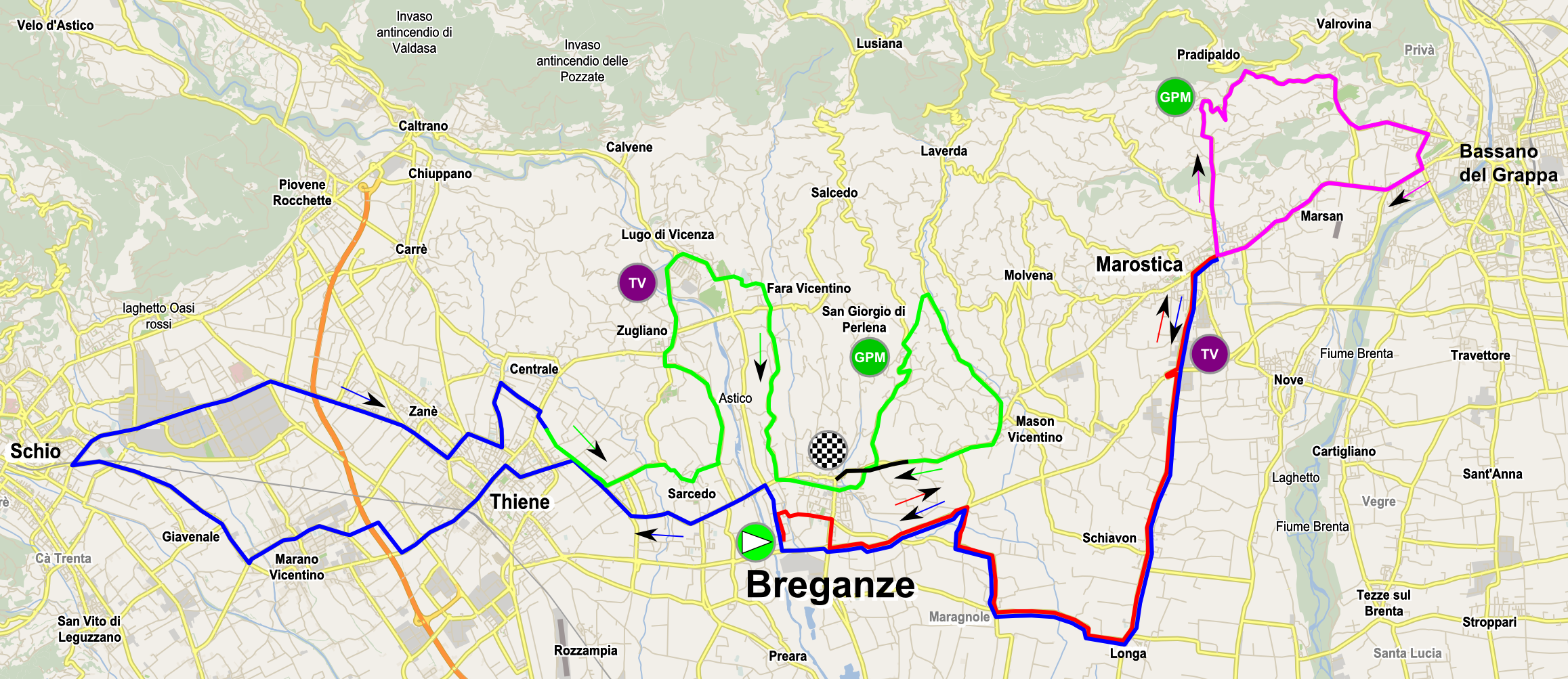
Planimetria dell'ottava tappa

- 13 luglio: San Giorgio di Perlena > Breganze – 121,6 km

Risultati
| Pos. | Corridore            | Squadra   | Tempo    |
| ---- | -------------------- | --------- | -------- |
| 1    | Marianne Vos         | WaowDeals | 3h06'38" |
| 2    | Elisa Longo Borghini | Wiggle    | s.t.     |
| 3    | Lucinda Brand        | Sunweb    | s.t.     |

| Pos. | Corridore            | Squadra    | Tempo     |
| ---- | -------------------- | ---------- | --------- |
| 1    | Annemiek van Vleuten | Mitchelton | 19h32'24" |
| 2    | Lucinda Brand        | Sunweb     | a 2'29"   |
| 3    | Ashleigh Moolman-P.  | Cervélo    | a 2'51"   |

### 9ª tappa

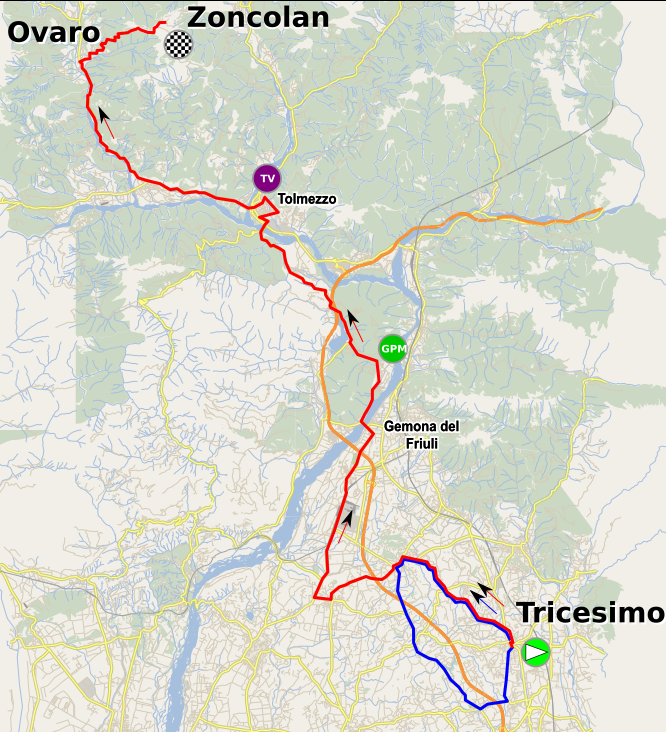
Planimetria della nona tappa

- 14 luglio: Tricesimo > Monte Zoncolan – 104,7 km

Risultati
| Pos. | Corridore            | Squadra    | Tempo    |
| ---- | -------------------- | ---------- | -------- |
| 1    | Annemiek van Vleuten | Mitchelton | 3h17'54" |
| 2    | Ashleigh Moolman-P.  | Cervélo    | a 40"    |
| 3    | Amanda Spratt        | Mitchelton | a 2'54"  |

| Pos. | Corridore            | Squadra    | Tempo     |
| ---- | -------------------- | ---------- | --------- |
| 1    | Annemiek van Vleuten | Mitchelton | 22h50'08" |
| 2    | Ashleigh Moolman-P.  | Cervélo    | a 3'35"   |
| 3    | Amanda Spratt        | Mitchelton | a 5'53"   |

### 10ª tappa

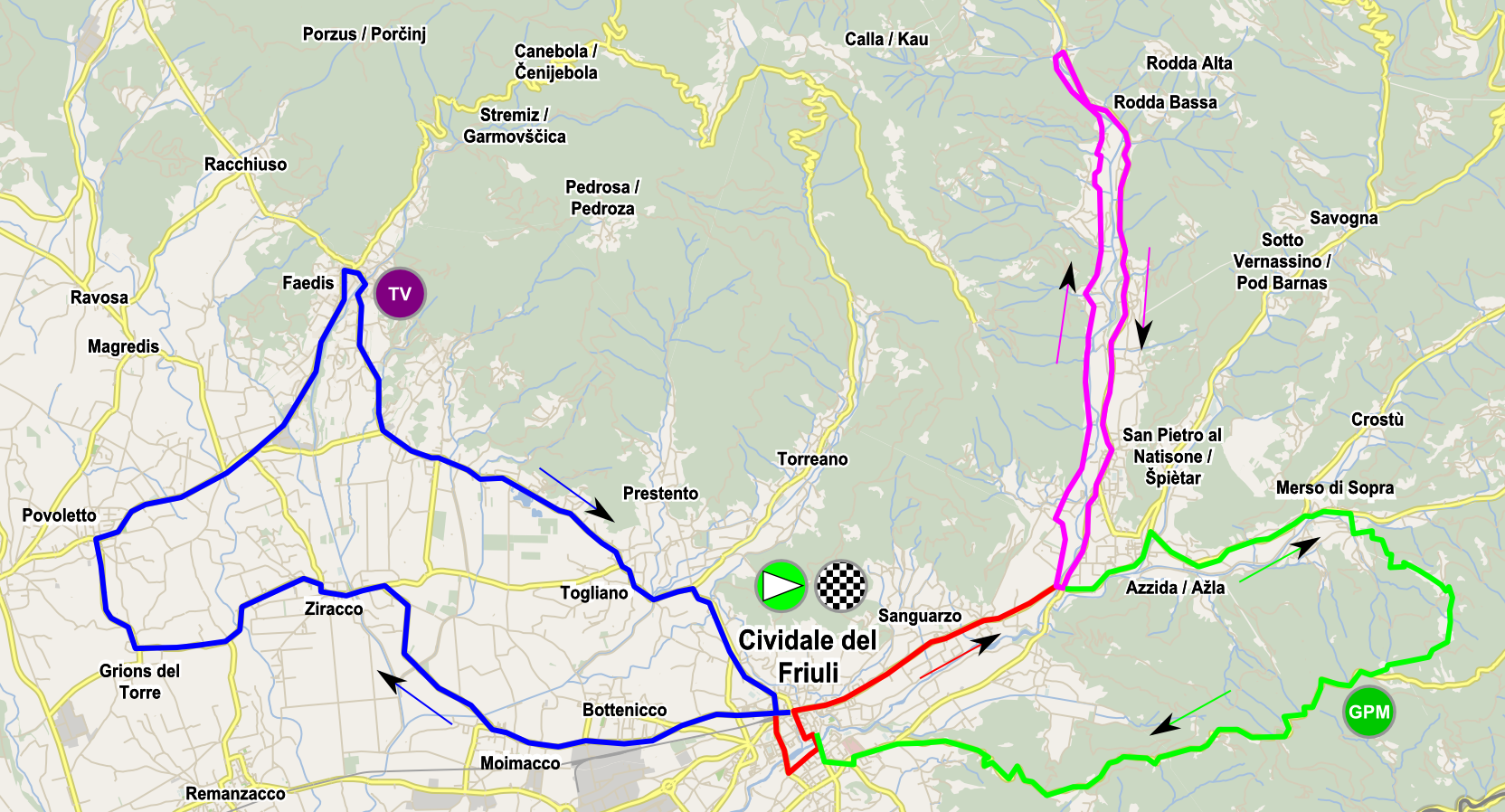
Planimetria della decima tappa

- 15 luglio: Cividale del Friuli > Cividale del Friuli – 120,3 km

Risultati
| Pos. | Corridore            | Squadra    | Tempo    |
| ---- | -------------------- | ---------- | -------- |
| 1    | Annemiek van Vleuten | Mitchelton | 3h00'24" |
| 2    | Lucinda Brand        | Sunweb     | a 27"    |
| 3    | Katarzyna Niewiadoma | Canyon     | s.t.     |

| Pos. | Corridore            | Squadra    | Tempo     |
| ---- | -------------------- | ---------- | --------- |
| 1    | Annemiek van Vleuten | Mitchelton | 25h50'22" |
| 2    | Ashleigh Moolman-P.  | Cervélo    | a 4'12"   |
| 3    | Amanda Spratt        | Mitchelton | a 6'30"   |

## Evoluzione delle classifiche
| Tappa              | Vincitrice           | Classifica generale Maglia rosa | Classifica a punti Maglia ciclamino | Classifica GPM Maglia verde | Classifica giovani Maglia bianca | Classifica italiane Maglia azzurra | Classifica a squadre |
| ------------------ | -------------------- | ------------------------------- | ----------------------------------- | --------------------------- | -------------------------------- | ---------------------------------- | -------------------- |
| 1ª                 | Team Sunweb          | Ellen van Dijk                  | non assegnata                       | non assegnata               | Liane Lippert                    | Elena Cecchini                     | Team Sunweb          |
| 2ª                 | Kirsten Wild         | Lucinda Brand                   | Kirsten Wild                        | Sheyla Gutiérrez            | Juliette Labous                  | Elena Cecchini                     | Team Sunweb          |
| 3ª                 | Jolien D'Hoore       | Leah Kirchmann                  | Kirsten Wild                        | Sheyla Gutiérrez            | Juliette Labous                  | Elena Cecchini                     | Team Sunweb          |
| 4ª                 | Jolien D'Hoore       | Leah Kirchmann                  | Kirsten Wild                        | Elisa Longo Borghini        | Juliette Labous                  | Elisa Longo Borghini               | Team Sunweb          |
| 5ª                 | Ruth Winder          | Ruth Winder                     | Kirsten Wild                        | Elisa Longo Borghini        | Sofia Bertizzolo                 | Elisa Longo Borghini               | Team Sunweb          |
| 6ª                 | Amanda Spratt        | Amanda Spratt                   | Kirsten Wild                        | Amanda Spratt               | Sofia Bertizzolo                 | Elisa Longo Borghini               | Team Sunweb          |
| 7ª                 | Annemiek van Vleuten | Annemiek van Vleuten            | Kirsten Wild                        | Amanda Spratt               | Sofia Bertizzolo                 | Elisa Longo Borghini               | Team Sunweb          |
| 8ª                 | Marianne Vos         | Annemiek van Vleuten            | Marianne Vos                        | Amanda Spratt               | Sofia Bertizzolo                 | Elisa Longo Borghini               | Team Sunweb          |
| 9ª                 | Annemiek van Vleuten | Annemiek van Vleuten            | Annemiek van Vleuten                | Amanda Spratt               | Sofia Bertizzolo                 | Elisa Longo Borghini               | Team Sunweb          |
| 10ª                | Annemiek van Vleuten | Annemiek van Vleuten            | Annemiek van Vleuten                | Amanda Spratt               | Sofia Bertizzolo                 | Elisa Longo Borghini               | Team Sunweb          |
| Classifiche finali | Classifiche finali   | Annemiek van Vleuten            | Annemiek van Vleuten                | Amanda Spratt               | Sofia Bertizzolo                 | Elisa Longo Borghini               | Team Sunweb          |

## Classifiche finali

### Classifica generale - Maglia rosa

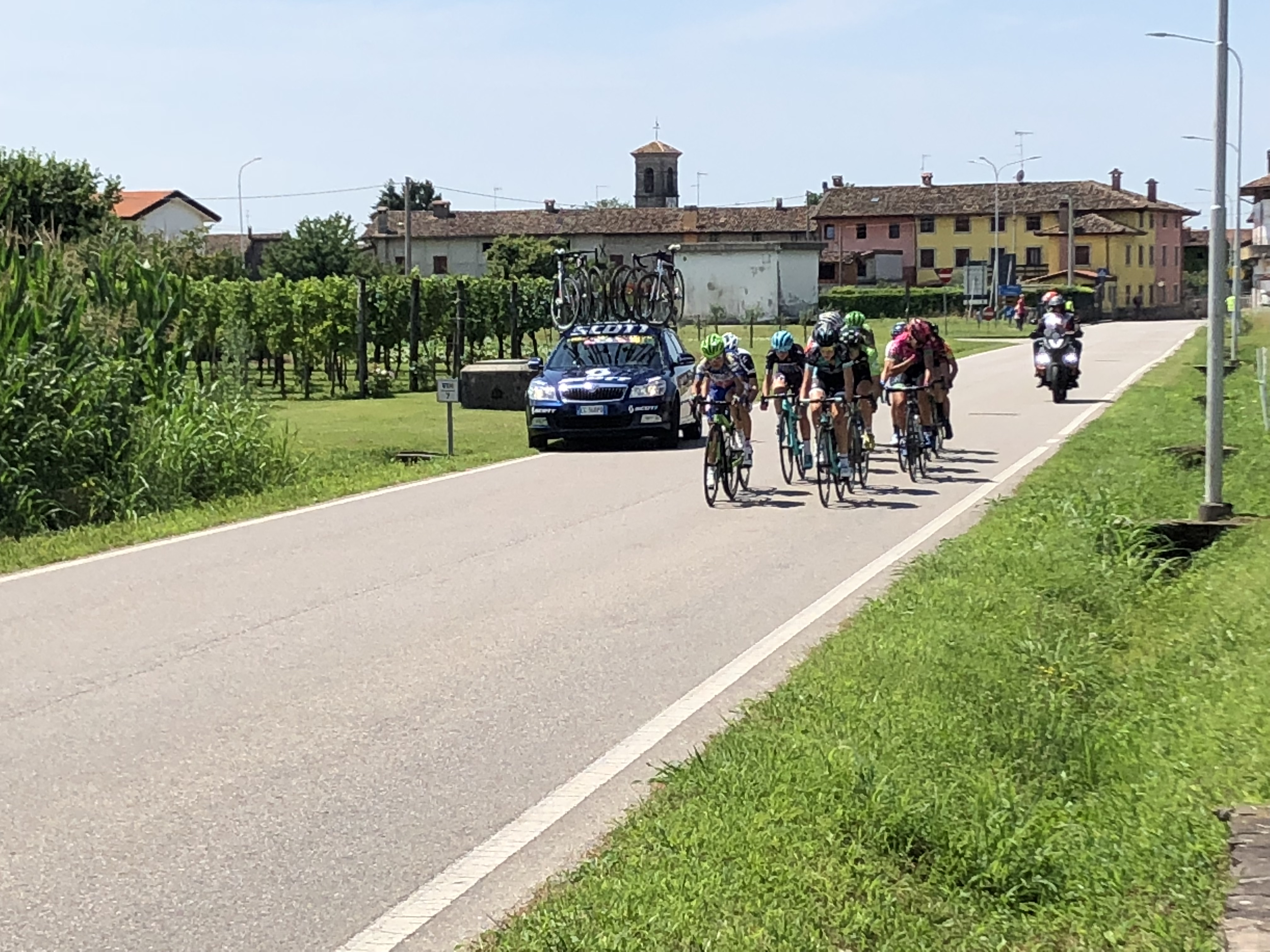
10 tappa - gruppo di testa nei pressi di Faedis

| Pos. | Corridore             | Squadra    | Tempo     |
| ---- | --------------------- | ---------- | --------- |
| 1    | Annemiek van Vleuten  | Mitchelton | 25h50'22" |
| 2    | Ashleigh Moolman-P.   | Cervélo    | a 4'12"   |
| 3    | Amanda Spratt         | Mitchelton | a 6'30"   |
| 4    | Lucinda Brand         | Sunweb     | a 7'36"   |
| 5    | Megan Guarnier        | Boels      | a 9'20"   |
| 6    | Cecilie Uttrup Ludwig | Cervélo    | a 10'38"  |
| 7    | Katarzyna Niewiadoma  | Canyon     | a 10'46"  |
| 8    | Eider Merino          | Movistar   | a 12'37"  |
| 9    | Ane Santesteban       | Alé        | a 13'12"  |
| 10   | Elisa Longo Borghini  | Wiggle     | a 13'47"  |

### Classifica a punti - Maglia ciclamino
| Pos. | Corridore            | Squadra    | Punti |
| ---- | -------------------- | ---------- | ----- |
| 1    | Annemiek van Vleuten | Mitchelton | 57    |
| 2    | Amanda Spratt        | Mitchelton | 41    |
| 3    | Lucinda Brand        | Sunweb     | 40    |
| 4    | Ashleigh Moolman-P.  | Cervélo    | 38    |
| 5    | Megan Guarnier       | Boels      | 36    |

### Classifica scalatrici - Maglia verde
| Pos. | Corridore            | Squadra    | Punti |
| ---- | -------------------- | ---------- | ----- |
| 1    | Amanda Spratt        | Mitchelton | 51    |
| 2    | Annemiek van Vleuten | Mitchelton | 49    |
| 3    | Ashleigh Moolman-P.  | Cervélo    | 43    |
| 4    | Elisa Longo Borghini | Wiggle     | 25    |
| 5    | Megan Guarnier       | Boels      | 18    |

### Classifica giovani - Maglia bianca
| Pos. | Corridore        | Squadra     | Tempo     |
| ---- | ---------------- | ----------- | --------- |
| 1    | Sofia Bertizzolo | Astana      | 26h14'22" |
| 2    | Nadia Quagliotto | Top Girls   | a 4'15"   |
| 3    | Juliette Labous  | Sunweb      | a 6'22"   |
| 4    | Katia Ragusa     | BePink      | a 18'17"  |
| 5    | Carmela Cipriani | Conc. Zabri | a 20'11"  |

### Classifica italiane - Maglia azzurra
| Pos. | Corridore            | Squadra | Tempo     |
| ---- | -------------------- | ------- | --------- |
| 1    | Elisa Longo Borghini | Wiggle  | 26h04'09" |
| 2    | Erica Magnaldi       | BePink  | a 2'21"   |
| 3    | Asja Paladin         | Valcar  | a 9'10"   |
| 4    | Sofia Bertizzolo     | Astana  | a 10'13"  |
| 5    | Alice Maria Arzuffi  | Bizkaia | a 12'50"  |

### Classifica a squadre
| Pos. | Squadra                        | Tempo     |
| ---- | ------------------------------ | --------- |
| 1    | Team Sunweb                    | 77h36'34" |
| 2    | Movistar Team Women            | a 5'34"   |
| 3    | Cervélo-Bigla Pro Cycling Team | a 18'03"  |
| 4    | Boels-Dolmans Cycling Team     | a 26'19"  |
| 5    | Trek-Drops                     | a 27'33"  |